# Histoire des Palestiniens au Koweït
Après la guerre de Palestine de 1948, des milliers de Palestiniens sont forcés de quitter leur terre et se réfugient en territoire arabe. L'exode des Palestiniens coïncide avec l'essor pétrolier des pays du Golfe qui nécessitent des forces actives et qualifiées. Les Palestiniens correspondaient à cette demande en raison de leur dispersion et du fait de se trouver sans patrie. C'est dans ce contexte que le Koweït fit appel aux Palestiniens pour pallier la masse insuffisante de travailleurs et pour développer le pays.

## Installation dans les pays du Golfe

### Premières vagues d'immigration
Au lendemain de la guerre de 1948, les Palestiniens s'installèrent avec le statut de réfugiés en Syrie, au Liban et en Jordanie. Leur arrivée dans les pays du Golfe correspond à des décisions d'ordres personnels par certains d'entre eux dans le but d'améliorer leur situation et de quitter les camps de réfugiés où ils vivent dans des conditions difficiles. Les pays du Golfe les accueillent avec le statut d'immigrants, et non de réfugiés. La vague la plus importante arriva après la guerre de 1967. Cette vague est caractérisée par une forte proportion d'hommes actifs qui ont entre 14 et 49 ans. « Ils étaient principalement des travailleurs qualifiés dans la construction et les services : enseignement, commerce, professions libérales ». La guerre du Liban en 1975 engendra une troisième vague. Les plus aisés s'installèrent aux Émirats arabes unis, en Arabie saoudite et au Qatar. Les plus défavorisés s'installèrent au Koweit en raison de l'ouverture du pays. La communauté palestinienne passa alors de 31 000 personnes en 1961 à 350 000 en 1983. En raison de leur haut niveau d'éducation dans le monde arabe, un palestinien sur deux était fonctionnaire au Koweit, ainsi qu'un employé sur quatre dans le secteur public et un enseignant sur trois en 1983. Les palestiniens du Golfe « sont les premiers à avoir cherché des opportunités de survie et de prospérité au lendemain de l'exode. Ils constituaient la communauté la plus prospère de la diaspora jusqu'à la crise du Golfe » .
« Partir vers le Golfe signifiait donc pour le Palestinien fuir sa condition de réfugié dans toutes ses dimensions - économique, sociale, politique - laisser derrière soi son "statut" de victime passive du conflit pour adopter un comportement actif, en mobilisant ses capacités pour devenir en peu de temps acteur productif dans un processus positif de construction d'économies nouvelles ».
Grâce à leur connaissance de l'anglais et des équipements occidentaux, les Palestiniens furent appelés par les pays du Golfe pour la réalisation de grands projets et afin de servir d'intermédiaires auprès des entreprises étrangères qui opèrent dans ces pays. Certaines de ces entreprises avaient déjà opéré en Palestine mandataire. Lors de la crise du canal de Suez se produisent les premiers heurts entre les Palestiniens et les monarchies pétrolières. En effet, à cette même période, les gouvernements ont cherché à augmenter l'emploi des nationaux ce qui a entrainé une réduction du nombre de Palestiniens actifs. Seuls les Palestiniens hautement qualifiés ont gardé leurs postes. En 1970, on compte 200 000 palestiniens installés dans le Golfe dont les 3/4 au Koweit. Avec l'essor pétrolier dans les années 1970, l'afflux de Palestiniens reprit, ainsi que le travail. Jusqu'en 1990, les Palestiniens du Koweit constituaient la troisième communauté de la diaspora après celle de la Jordanie et du Liban. Les compétences des immigrants Palestiniens ont beaucoup aidé à l'intégration des Palestiniens dans le pays. Ceux qui s'installent au début au Koweit étaient des ingénieurs, des universitaires, des enseignants, des médecins, des hommes d'affaires ou des anciens officiers de l'armée ou des polices jordanienne ou britannique. En s'installant au Koweit, les Palestiniens avaient pour but de trouver un emploi, puis de ramener leur famille et sortir des conditions de vie difficiles des réfugiés.

### Installation au Koweit
L'immigration palestinienne au Koweit s'est principalement réalisée en deux grandes vagues. Les premiers venus entrèrent au Koweit clandestinement mais peu de Palestiniens immigrèrent au Koweit dès 1948. Les premiers immigrants étaient originaires de toutes les régions de la Palestine historique. Ils transiteront soit par la Transjordanie, soit par la Syrie soit par l'Égypte ou encore le Liban. À partir de 1957, la Cisjordanie devient la région la plus touché par ce phénomène. En effet la Cisjordanie est annexé par la Jordanie puis par Israel, et les habitants reçoivent alors la nationalité jordanienne. Ils s'installent alors en Jordanie, d'autres émigrent vers les pays du golfe ou les États-Unis. Un grand nombre mourut sur la route du désert. La plupart de ces personnes n'avaient pas de papiers et seuls les consulats britanniques de Jérusalem et de Baghdad étaient habilités à délivrer des visas pour le Koweit selon des procédures très strictes. Cette première vague était essentiellement constituée d'hommes à la recherche d'emplois et qui ont laissé leur famille derrière eux. En 1957, on compte 311 hommes pour 100 femmes au Koweit. Des réseaux d'immigration clandestine furent mis en place pour faire venir les membres de la famille. La deuxième forme d'immigration était plus régulière. Les nouveaux migrants ont réussi à obtenir des contrats de travail signé avec le gouvernement ou le secteur privé. Les nouveaux venus trouvèrent du travail grâce à la solidarité qui existait entre les Palestiniens qui leur permettait de leur trouver du travail dans leurs entreprises. À travers ces emplois, les personnes issues des milieux ruraux ont pu acquérir des compétences, monter dans l'échelle sociale et procurer une formation aux jeunes de la famille. Après la Naqba, l'éducation était devenue une priorité car elle était perçue comme le seul moyen de s'en sortir. La deuxième vague intervint après la guerre de 1967 et se prolongea jusqu'en 1971 avec la multiplication des affrontements entre le pouvoir jordanien et les hommes armés Palestiniens. La population palestinienne passa de 354 000 en 1961 à 73 800 en 1965 et à 140 300 en 1970. Cette deuxième vague était de type familial. Les autorités koweïtiennes encouragèrent l'immigration des femmes palestiniennes, et les hommes palestiniens ne voulaient pas laisser leur famille sous l'autorité israélienne dans les territoires occupés ou en Jordanie, où la situation des Palestiniens a empiré.

### Diminution de l'immigration palestinienne
À cause de cet afflux massif, de nouvelles règles sont mises en place pour limiter l'immigration. Tout Palestinien dépendra d'un employeur koweïtien pour l'obtention du titre de séjour et servira également de garant pour toute activité économique ou transaction financière (cette situation s'applique à tous les étrangers et ne se restreint pas aux seuls Palestiniens). Ce titre de séjour prend fin dès que l'activité professionnelle prenait fin ce qui signifiait qu'un étranger ne pouvait pas prendre sa retraite dans le pays. Les Palestiniens étaient les plus touchés par ces mesures, car la plupart n'avaient pas de pays dans lequel ils pourraient revenir. Ces mesures ont entrainé la diminution de l'immigration palestinienne au Koweit. À cela, on peut ajouter d'autres mesures comme l'interdiction de l'immigration en famille de tout travailleur étranger percevant un salaire inférieur à 250 dinars koweïtien, catégorie dans laquelle figurait un bon nombre de Palestiniens. Lors de la guerre du Liban, vers les années 75-76, les autorités locales craignaient que le pays deviennent un deuxième Liban ce qui a entrainé le nombre de permis de résidence accordés. L’Arabie saoudite commence à attirer la main d'œuvre la plus qualifiée en raison de la préférence du pays pour les personnes de nationalité arabe et l'élévation des salaires par rapport à ses voisins.

### «koweitisation»
Au milieu des années 1960, le pays lança une politique de « koweitisation »  et les Palestiniens  prirent conscience des limites de leur intégration dans le pays. Des cadres occupant des postes à hautes responsabilités démissionnèrent et se dirigèrent vers le secteur privé où les opportunités de travail et d'enrichissement étaient les plus grandes. La « koweitisation » ne commença à porter ses fruits, qu'avec l'arrivée des premiers diplômés koweïtiens sur le marché de travail. Ces derniers remplacèrent les Palestiniens dans tous les secteurs notamment dans l'enseignement et l'administration. Le pourcentage de koweitiens passa de 15 % à 30 % et celui des Palestiniens de 50 % à 25 %.

### Composition de la migration
Les premiers immigrants Palestiniens appartenaient à la classe moyenne. La bourgeoisie palestinienne avait choisi de rester dans les pays limitrophes d'Israël, car ils étaient convaincus que les pressions des Nations unies obligeraient le nouvel État hébreu à rapatrier les réfugiés rapidement. Contrairement à cette bourgeoisie, la classe moyenne fut obligée de trouver des moyens de survie. Les individus de cette classe qui s'installèrent au Koweït, ont réussi à se constituer en une nouvelle bourgeoisie caractérisée par la réussite personnelle. On peut diviser les Palestiniens installés au Koweït en trois catégories : 
- Une catégorie composée d'un grand nombre d'agriculteurs et de personnes non qualifiés ou semi-qualifiés touchant un salaire bas et ayant une situation professionnelle instable.
- Une deuxième catégorie plus stable composée d'un petit nombre de travailleurs qualifiés, de fonctionnaires et de petits commerçants.
- Une troisième catégorie aisée, composée de journalistes, d'ingénieurs, de médecins, d'enseignants et d'avocats. Cette catégorie habite généralement les banlieues de Hawali et Farwanja, surnommées "Cisjordanie et Gaza" en raison de leur grande présence.

## Relations koweito-palestinienne
Les Palestiniens ont constitué dès leur arrivée l'une des premières communautés étrangères. La présence des Palestiniens dans les instances politiques a permis d'influencer l'élaboration de la politique du pays. Certains Palestiniens se sont portés volontaires pour défendre le pays contre les menaces étrangères et cela à plusieurs reprises comme lors de la menace irakienne sur le pays en 1962 et lorsque la Guerre Iran-Irak a failli toucher le pays. Les Palestiniens ont joué un rôle non négligeable dans les médias et les universités pour défendre leur cause et influencer l'opinion publique. Mais l'influence sur le pouvoir décisionnel diminua avec l'augmentation du nombre de locaux dans les appareils de l'État.

### Activité politique
De par la liberté d'expression et d'action politique, dont bénéficiaient les Palestiniens dans ce pays par rapport aux autres pays arabes, c'est au Koweït que s'est formé le premier comité central du Fatah grâce à Yasser Arafat, Khalil al-Wazir, Salim Al-Zaanoun. Le Koweït a hébergé le siège du comité central jusqu'en 1966, date de son transfert à Damas. Ce bureau fonctionnait comme un siège pour toute la région du golfe arabe et était le centre de toutes les activités palestiniennes du pays. Les relations entre le gouvernement koweïtien et l'OLP étaient cordiales et le gouvernement prélevait 5 % des salaires de ses fonctionnaires d'origine palestinienne à titre d'impôts de libération pour les reverser à la caisse nationale palestinienne. Le Koweit ne chercha pas à influencer la politique de l'OLP contrairement à d'autres pays, comme l'Irak, qui finançaient des organisations parallèles de lutte armée. Cependant le pays interdisait toute présence militaire palestinienne dans le pays et avait prévenu qu'il ne permettrait pas que le territoire soit un lieu d'affrontements inter-palestiniens. La communauté palestinienne était la seule communauté étrangère du pays qui disposait d'une assemblée. Cette assemblée, qui comprenait des représentants de toutes les organisations palestiniennes, avait pour but de coordonner les activités des organisations palestiniennes, ainsi que les actions syndicale, politique et sociale. Le 18 décembre 1977, elle organise son premier congrès et prend plusieurs décisions comme la création d'une caisse surnommé "Sommoud" (résistance) pour soutenir financièrement les habitants des territoires occupés.

### Fluctuation des relations
« La période des années 50/60 ressembla à une lune de miel entre les koweïtiens et les Palestiniens » . Dès son indépendance en 1961, le pays a joué un rôle important dans son soutien aux Palestiniens et à l'OLP sur les scènes arabes et internationales et contribua régulièrement au financement de la Centrale palestinienne. Les premières détériorations surviennent durant le conflit palestino-jordanien et le conflit libanais vers les années 1970. Les koweïtiens craignaient que des faits similaires se reproduisent au pays. Pendant le conflit libanais, le sentiment d'anxiété monta avec la publication par les médias de dossiers sur les similitudes entre la pyramide démographique du pays et les différentes répartitions confessionnelle du Liban. En 1976, les écoles de l'OLP furent fermés et les élèvent palestiniens répartis dans les écoles publiques. Le gouvernement a empêché toute concentration de Palestiniens dans les différents secteurs et notamment celui de la presse. L’Émir du Koweït déclara:
« Le Koweït est menacé des mêmes dangers que ceux qui ont entrainé le Liban dans la guerre, et cela en raison de la liberté de presse qui s'est transformée en un ensemble d'instruments à la solde des courants internationaux »
Des mesures furent prises contre les Palestiniens du pays. Les trois journaux des lesquels s'exprimaient les Palestiniens furent suspendus, d'autres ont vu leur permis de publication, retiré. Le premier ministre déclara pour justifier les différentes mesures : « la pratique erronée de la démocratie au Koweït avait amené des personnes sans scrupules à transformer la liberté en anarchie »
Les Palestiniens présents dans les hautes instances politiques deviennent sources se suspicion et lorsque des explosions visèrent des intérêts occidentaux dans le pays ainsi que l'aéroport, les Palestiniens souhaitaient qu'aucun des leurs ne soit impliqué, thèse à laquelle croyaient de nombreuses personnes. La non participation palestinienne à ces explosions fut établie et leur soutien à l'État lorsque des menaces pesèrent sur le pays durant la guerre Iran-Irak finit par dissiper toutes craintes. Pendant le conflit libanais, toutes les activités politiques palestiniennes furent gelés, certains cessèrent tout engagement politique pour ne pas menacer leur présence.

## L'expulsion massive des Palestiniens du Koweït

### Une expulsion de grande ampleur
Dans un contexte de guerre du Golfe, en 1991, plus de 200 000 Palestiniens fuient ou sont expulsés du Koweït. Un nombre important d'entre eux trouve refuge à Amman, en Jordanie. En effet, le soutien apporté à Saddam Hussein par Yasser Arafat et la collaboration de certains Palestiniens établis dans le pays avec les forces d'occupation irakiennes aurait motivé l'expulsion.
Le ministre du Plan koweitien de l'époque, M. Souleymane Moutawa, a reconnu dans une déclaration à la BBC que "des abus avaient pu être commis" au cours des journées qui ont suivi la libération du Koweït. Dans un rapport d'Amnesty International sur le traitement des civils palestiniens au Koweït, il est fait mention de violations graves des droits humains, en particulier des exécutions publiques, des détentions arbitraires et clandestines avec actes de torture.
Selon Yahia El-Uteibi, président d'un collectif représentant 9000 Palestiniens chassés du Koweït après le départ des troupes irakiennes en 1991-1992, quelque 400 000 Palestiniens, dont certains vivaient au Koweït depuis vingt ans, ont été forcés de quitter l'émirat par la force ou ont été empêcher d'y retourner après la fin de la guerre. Il parle d'une politique d'expulsion délibérée de la part du gouvernement de l'émirat après sa libération par la coalition internationale, et demandent près de 2 milliards et demi de dollars de dédommagement dans une plainte déposé en Belgique contre l'Etat koweïtien.
De 1991 à 2012, il est estimé que la population palestinienne du Koweït est passé de 350 000 à 80 000 personnes.

### D'autres expulsions par les puissances arabes
Au cours de la guerre civile Libanaise et de la guerre des camps, plusieurs milliers de Palestiniens sont tués. En 1982, entre 460 et 3 500 palestiniens sont massacrés dans les camps de Sabra et de Chatila, par des phalangistes chrétiens.
En 1970, 3 400 à 20 000 Palestiniens sont tués durant Septembre noir. 20 000 sont expulsés, durant septembre noir.
En 1988, la Jordanie révoque la nationalité de nombreux Palestiniens. À la suite des accords de paix entre Israël et l'Égypte, des centaines d'étudiants palestiniens sont expulsés des universités égyptiennes, dû à un désaccord avec l'OLP.
En 1995, la Libye expulse 30 000 Palestiniens, confisque leurs maisons, et les fait renvoyer de leurs emplois. Le général Khadafi incite les autres pays arabes à faire de même. l'Égypte laisse transiter les réfugiés sur son territoire pour une durée de 48 h, mais ne les acceptent pas.
En 1995, une loi interdit aux Palestiniens d'immigrer au Liban.
En 2005, après la chute de Saddam Hussein, des Palestiniens d’Irak sont pris en otage et torturés par des groupes armés. Environ 15 000 sont expulsés d’Irak. En 2008, Amnesty International critique le sort « déplorable » des Palestiniens bloqué à la frontière irako-syrienne.
En 2007, l'armée libanaise détruit le camp Nahr el Bared et expulse les 31 000 résidents palestiniens. En 2010, le taux de chômage des réfugiés palestiniens s’élevait à plus de 60 % à cause de la surpopulation des camps, dans lesquels ils sont obligés de résider.
À la suite de la guerre civile syrienne, le royaume hachémite expulse des milliers de réfugiés palestiniens vers des territoires ravagées par la guerre en Syrie, en bloquant dans le même temps l'accès à de milliers d'autres. Au cours de la guerre civile syrienne, 3 000 Palestiniens ont été tués.